# Seznam kulturních památek ve Vilémově (okres Chomutov)
Tento seznam nemovitých kulturních památek v obci Vilémov v okrese Chomutov vychází z  Ústředního seznamu kulturních památek ČR, který na základě zákona č. 20/1987 Sb., o státní památkové péči, vede Národní památkový ústav jako ústřední organizace státní památkové péče. Údaje jsou průběžně upřesňovány, přesto mohou obsahovat i řadu věcných a formálních chyb a nepřesností či být neaktuální. 
Pokud byly některé části dotčeného území vyčleněny do samostatných seznamů, měly by být odkazy na tyto dílčí seznamy uvedeny v úvodu tohoto seznamu nebo v úvodu příslušné sekce seznamu.

## Vilémov
|  |  | Hledat fotografie a kategorie ve Wikimedia Commons podle rejstříkového čísla památky | Nahrát snímek k tomuto tématu do úložiště Wikimedia Commons |  |

|  |  | Hledat fotografie a kategorie ve Wikimedia Commons podle rejstříkového čísla památky | Nahrát snímek k tomuto tématu do úložiště Wikimedia Commons |  |

|  |  | Hledat fotografie a kategorie ve Wikimedia Commons podle rejstříkového čísla památky | Nahrát snímek k tomuto tématu do úložiště Wikimedia Commons |  |

|  | Kategorie „Church of Saint Nicholas (Vilémov) “ na Wikimedia Commons | Hledat fotografie a kategorie ve Wikimedia Commons podle rejstříkového čísla památky | Nahrát snímek k tomuto tématu do úložiště Wikimedia Commons |  |

|  | Kategorie „Holy Trinity column in Vilémov (Chomutov District) “ na Wikimedia Commons | Hledat fotografie a kategorie ve Wikimedia Commons podle rejstříkového čísla památky | Nahrát snímek k tomuto tématu do úložiště Wikimedia Commons |  |

|  |  | Hledat fotografie a kategorie ve Wikimedia Commons podle rejstříkového čísla památky | Nahrát snímek k tomuto tématu do úložiště Wikimedia Commons |  |

|  | Kategorie „Vilémov Castle “ na Wikimedia Commons | Hledat fotografie a kategorie ve Wikimedia Commons podle rejstříkového čísla památky | Nahrát snímek k tomuto tématu do úložiště Wikimedia Commons |  |

## Vinaře
| Památka                | Fotografie        | Rejstříkové číslo v ÚSKP                                                             | Sídelní útvar                                               | Poloha                                                 | Popis a poznámky                                                  |
| ---------------------- | ----------------- | ------------------------------------------------------------------------------------ | ----------------------------------------------------------- | ------------------------------------------------------ | ----------------------------------------------------------------- |
| Dům čp. 16 (Q38190627) | \| \| \| \| \| \| | 43762/5-854 Pam. katalog MIS                                                         | Vinaře                                                      | Vinaře 16, náves 50°19′56,88″ s. š., 13°18′49,5″ v. d. | Jiná obytná stavba · Zapsáno do státního seznamu před rokem 1988. |
|                        |                   | Hledat fotografie a kategorie ve Wikimedia Commons podle rejstříkového čísla památky | Nahrát snímek k tomuto tématu do úložiště Wikimedia Commons |                                                        |                                                                   |

## Zahořany
| Památka                                     | Fotografie                                                                       | Rejstříkové číslo v ÚSKP                                                             | Sídelní útvar                                               | Poloha                                          | Popis a poznámky                                                               |
| ------------------------------------------- | -------------------------------------------------------------------------------- | ------------------------------------------------------------------------------------ | ----------------------------------------------------------- | ----------------------------------------------- | ------------------------------------------------------------------------------ |
| Kostel svatého Jana Evangelisty (Q21490546) | \| \| \| \| \| \|                                                                | 38035/5-853 Pam. katalog MIS                                                         | Zahořany                                                    | Zahořany 50°18′42,45″ s. š., 13°18′39,19″ v. d. | Kostel svatého Jana Evangelisty · Zapsáno do státního seznamu před rokem 1988. |
|                                             | Kategorie „Church of Saint John the Evangelist (Zahořany) “ na Wikimedia Commons | Hledat fotografie a kategorie ve Wikimedia Commons podle rejstříkového čísla památky | Nahrát snímek k tomuto tématu do úložiště Wikimedia Commons |                                                 |                                                                                |